# Шмальгаузен, Иван Фёдорович
Ива́н Фёдорович Шмальга́узен (3 [15] апреля 1849, Санкт-Петербург — 7 [19] апреля 1894, Киев) — русский учёный-ботаник, член-корреспондент Санкт-Петербургской АН (с 1893), профессор Киевского университета (с 1878).
Отец И. И. Шмальгаузена.

## Краткая биография
Родился в Санкт-Петербурге в семье библиотекаря Санкт-Петербургской Академии наук. Окончил 4-ю Санкт-Петербургскую (Ларинскую) гимназию (1867), затем — естественное отделение физико-математического факультета Санкт-Петербургского университета (1871). В университете специализировался по ботанике у профессора А. Н. Бекетова. За сочинение «О последовательности побегов в соцветии злаков» награждён золотой медалью. Оставлен при университете для подготовки к профессорскому званию.
В 1874 году защитил магистерскую диссертацию «О растительных помесях. Наблюдения из Санкт-Петербургской флоры», после чего был командирован за границу. Два года занимался в университетах Страсбурга (у А. де Бари и В. Шимпера), Цюриха (у О. Хеера), в Вене, Праге, Мюнхене и Берлине, посетил Альпы, а также северную Италию и юг Франции. В 1876 году вернулся в Россию и был назначен консерватором гербария Императорского ботанического сада.
В 1877 году защитил докторскую диссертацию «Исследования над развитием млечных вместилищ растений» и получил звание приват-доцента Санкт-Петербургского университета. В 1878 году избран экстраординарным профессором ботаники Киевского университета и в 1879 году переехал в Киев, где преподавал и заведовал университетским ботаническим садом до конца своих дней (с 1886 года — в должности ординарного профессора).
Скончался 7 [19] апреля 1894 года. Похоронен на Байковом кладбище Киева.
Основные труды посвящены палеоботанике и флористике.
Имя сына И. Ф. Шмальгаузена носит Институт зоологии Национальной академии наук Украины

## Сочинения
- Шмальгаузен И. Ф. Флора Юго-Западной России, то есть губерний: Киевской, Волынской, Подольской, Полтавской, Черниговской и смежных местностей. Руководство для определения семенных и высших споровых растений. Киев: тип. С. В. Кульженко, 1886. XLVIII + 783 с.
- Шмальгаузен И. Ф. Краткий учебник ботаники. Для студентов медицины и начинающих натуралистов. Киев: тип. С. В. Кульженко, 1887. VIII + 314 с.; 2-е изд. Киев: тип. Ун-та св. Владимира Н. Т. Корчак-Новицкого, 1899. [2]+ VI + 313 с.
- Шмальгаузен И. Ф. Флора Средней и Южной России, Крыма и Северного Кавказа. Руководство для определения семянных и высших споровых растений. Киев, тип. Т-ва печ. дела и торг. И. Н. Кушнерев и Ко в Москве, Киевск. отд-ние. Т. 1. Двудольные свободнолепестные. 1895. XXXII+468 с. Т. 2. Двудольные сростнолепестные и безлепестные, однодольные, голосемянные и высшие споровые. 1897. XVI+752 с.
- Schmalhausen, J. Beiträge zur Kenntnis der Milchsaftbehalter. Acad. Imp. Sci., St. Petersb. 1877. Ser. VII, 24: 1-27.
- Schmalhausen J. Die Pflanzenreste der artinskien und permischen Ablagerungen im Osten des Europaischen Russlands // Mem. Comite geol. 1887. Vol. 2, N 4. P. 1-42. Архивная копия от 2 марта 2008 на Wayback Machine